# Paul-Marie Masson
Paul-Marie Masson   (Seta, 19 de setembre de 1882 - París, 27 de gener de 1954) fou musicòleg, professor de música i compositor francès.
Es doctorà amb una tesi vers l'humanisme musical a França i destacà, sobre tot, pels seus profunds estudis d'investigació sobre la música antiga francesa des de la música mesurada a Rameau.
Per contra, com a compositor no assolí grans coses, sinó que va romandre en un lloc més aviat modest amb les seves suites i la seva música de cambra.
Fou professor a l'Institut Francès de Florència i va fundar l'Institut Francès de Nàpols el 1919. El 1923 va publicar una monografia sobre H. Berlioz a la col·lecció d'Alcan Les maîtres de la musique.